# Huaso

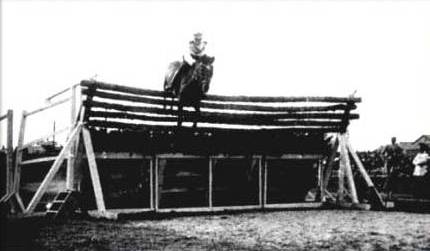
Ugrás közben

Huaso egy ló volt a 20. században (1933 – 1961. augusztus 24.) 1949. február 5-én a chilei Viña del Marban 247 cm-t ugrott, és ezzel megdöntötte a magasugrás rekordját. A lovat Alberto Larraguibel lovagolta. A rekord 62 évig állt fenn; 2011-ben sikerült túlszárnyalni.
- Szín: gesztenyebarna
- Mintázat: homlokcsillag
- Magasság: 165 cm
- Nem: mén
- Fajta: telivér
- Lovasai: Gaspar Lueje & Alberto Larraguibel